# Liste der Stolpersteine in Hamburg-Osdorf
Die Liste der Stolpersteine in Hamburg-Osdorf enthält alle Stolpersteine, die im Rahmen des gleichnamigen Kunst-Projekts von Gunter Demnig in Hamburg-Osdorf verlegt wurden. Mit ihnen soll Opfern des Nationalsozialismus gedacht werden, die in Hamburg-Osdorf lebten und wirkten.
Diese Seite ist Teil der Liste der Stolpersteine in Hamburg, da diese mit insgesamt 7139 (Stand: März 2025) Steinen zu groß würde und deshalb je Stadtteil, in dem Steine verlegt wurden, eine eigene Seite angelegt wurde.
| Adresse                  | Person(en)           | Inschrift | Bilder | Anmerkung                            |
| ------------------------ | -------------------- | --- | ------ | ------------------------------------ |
| Hemmingstedter Weg 162 · | Rolf Haubenreisser   | Hier wohnte Rolf Haubenreisser Jg. 1935 eingewiesen 1940 Alsterdorfer Anstalten verlegt 1943 Heilanstalt Mainkofen verhungern lassen tot 16.5.1945 |        | Eintrag auf stolpersteine-hamburg.de |
| Jenischstraße 13 ·       | Henry Esriel Kohn    | Hier wohnte Henry Esriel Kohn Jg. 1879 verhaftet 1944 KZ Fuhlsbüttel deportiert 1944 Auschwitz Dachau ermordet 4.2.1945                            |        | Eintrag auf stolpersteine-hamburg.de |
| Jenischstraße 49 ·       | Max London           | Hier wohnte Max London Jg. 1884 deportiert 1942 Theresienstadt 1944 Auschwitz ermordet                                                             |        | Eintrag auf stolpersteine-hamburg.de |
| Kamillenweg 11 ·         | Hans-Joachim Oelkers | Hier wohnte Hans-Joachim Oelkers Jg. 1923 gedemütigt/entrechtet Flucht in den Tod 20.11.1940                                                       |        | Eintrag auf stolpersteine-hamburg.de |
| Kamillenweg 17 ·         | Willi Apfelbaum      | Hier wohnte Willi Apfelbaum Jg. 1915 verhaftet 15.1.1944 'Wehrkraftzersetzung' verurteilt 12.7.1944 enthauptet 21.8.1944 Gefängnis Holstenglacis   |        | Eintrag auf stolpersteine-hamburg.de |